# Fausto Batignani
Fausto Batignani (ur. 2 lipca 1903 w Montevideo, zm. 2 listopada 1975 tamże) – piłkarz urugwajski, bramkarz.
Jako piłkarz klubu Liverpool Montevideo wziął udział w turnieju Copa América 1922, gdzie Urugwaj zajął trzecie miejsce. Batignani zagrał we wszystkich czterech meczach - z Chile, Brazylią, Argentyną i Paragwajem (stracił bramkę).
Wciąż jako gracz klubu Liverpool wziął udział w turnieju Copa América 1926, gdzie Urugwaj zdobył mistrzostwo Ameryki Południowej. Batignani zagrał we wszystkich czterech meczach – z Chile (stracił bramkę), Argentyną, Boliwią i Paragwajem (stracił bramkę).
Był także w kadrze reprezentacji podczas Igrzysk Olimpijskich w 1928 roku, gdzie Urugwaj zdobył złoty medal. Batignani ani razu nie zagrał, gdyż podstawowym bramkarzem podczas olimpijskiego turnieju był Andrés Mazali.
Od 23 września 1922 do 21 września 1928 roku Batignani rozegrał w reprezentacji Urugwaju 11 meczów, w których stracił 6 bramek.